# Liste der Monuments historiques in La Ferrière-Airoux
Die Liste der Monuments historiques in La Ferrière-Airoux führt die Monuments historiques in der französischen Gemeinde La Ferrière-Airoux auf.

## Liste der Bauwerke
| Bezeichnung       | Beschreibung              | Standort | Kennzeichnung | Schutzstatus | Datum | Bild |
| ----------------- | ------------------------- | -------- | ------------- | ------------ | ----- | ---- |
| Kirche Notre-Dame | Erbaut im 12. Jahrhundert | (Lage)   | PA00105455    | Inscrit      | 1935  |      |

## Liste der Objekte
- Monuments historiques (Objekte) in La Ferrière-Airoux in der Base Palissy des französischen Kultusministeriums